# 御体御卜
御体御卜（おおみまのみうら）とは、中臣や宮主、卜部らが6月、12月に天皇に関する卜占を行いこれを奏上した宮中祭祀の年中行事である。

## 概要
毎年6月、12月に卜部による斎卜（亀卜）が行われ、その結果が天皇に奏上されるというものであった。
その成立は安江和宣氏によって孝徳天皇白雉四年（653年）説が提唱されている。
この占いは小倉慈司氏の説によれば天皇（大王）の支配が日本全国に及ぶにつれ、全国の国々の神々の祟りを一手に引き受け、その祭祀の最終責任を負うことになったために、これを確実に把握するために行われたと考えらている。